# Embaixada da Ucrânia em Montenegro
A Embaixada da Ucrânia em Montenegro é a representação diplomática da Ucrânia na capital montenegrina de Podgorica.
Montenegro reconheceu a independência da Ucrânia em 15 de junho de 2006 e as relações diplomáticas foram fortalecidas em 22 de agosto de 2006. Em 2008 foi inaugurada a embaixada em Podgorica.

## Embaixadores
- Slyusarenko Oksana, 2008–2014[2]
- Volodymyr Tsybulnyk, 2014–2015
- Tetiana Volkova, 2015–2017[3]
- Fiialka Nataliia, 2017–[4]